# Ambicodamus darlingtoni
Ambicodamus darlingtoni är en spindelart som beskrevs av Harvey 1995. Ambicodamus darlingtoni ingår i släktet Ambicodamus och familjen Nicodamidae.
Artens utbredningsområde är New South Wales. Inga underarter finns listade i Catalogue of Life.